# Олефірщина
Олефі́рщина —  село в Україні, у Диканській селищній громаді Полтавського району Полтавської області. Населення становить 20 осіб. До 2020 орган місцевого самоврядування — Великобудищанська сільська рада.

## Географія
Село Олефірщина знаходиться за 0,5 км від села Великі Будища. До села примикає великий лісовий масив (дуб, в'яз). Поруч проходить автомобільна дорога Н12.

## Історія
1859 року у козачому хуторі налічувалось 10 дворів, мешкало 73 особи (33 чоловічої статі та 40 — жіночої).
12 червня 2020 року, відповідно до розпорядження Кабінету Міністрів України № 721-р «Про визначення адміністративних центрів та затвердження територій територіальних громад Полтавської області», село увійшло до складу Диканської селищної громади.
19 липня 2020 року, в результаті адміністративно - територіальної реформи та ліквідації Диканського району, село увійшло до складу новоутвореного Полтавського району.

## Населення

### Мова
Розподіл населення за рідною мовою за даними перепису 2001 року:
| Мова       | Кількість | Відсоток |
| ---------- | --------- | -------- |
| українська | 19        | 95%      |
| російська  | 1         | 5%       |
| Усього     | 20        | 100%     |

## Пам'ятки
Неподалік від села розташована група курганів скіфського часу — Олефірщинський могильник.